# Jean-Baptiste Oudry
Jean-Baptiste Oudry (n. 17 martie 1686, Paris, Regatul Franței – d. 30 aprilie 1755, Beauvais, Picardie⁠(d), Franța) a fost un pictor francez în stil rococo, gravor și designer de tapiserii. Este cunoscut în special pentru picturile sale naturaliste cu animale și pentru lucrările de vânătoare care înfățișează vânatul. Fiul său, Jacques-Charles Oudry, a fost de asemenea pictor.

## Biografie

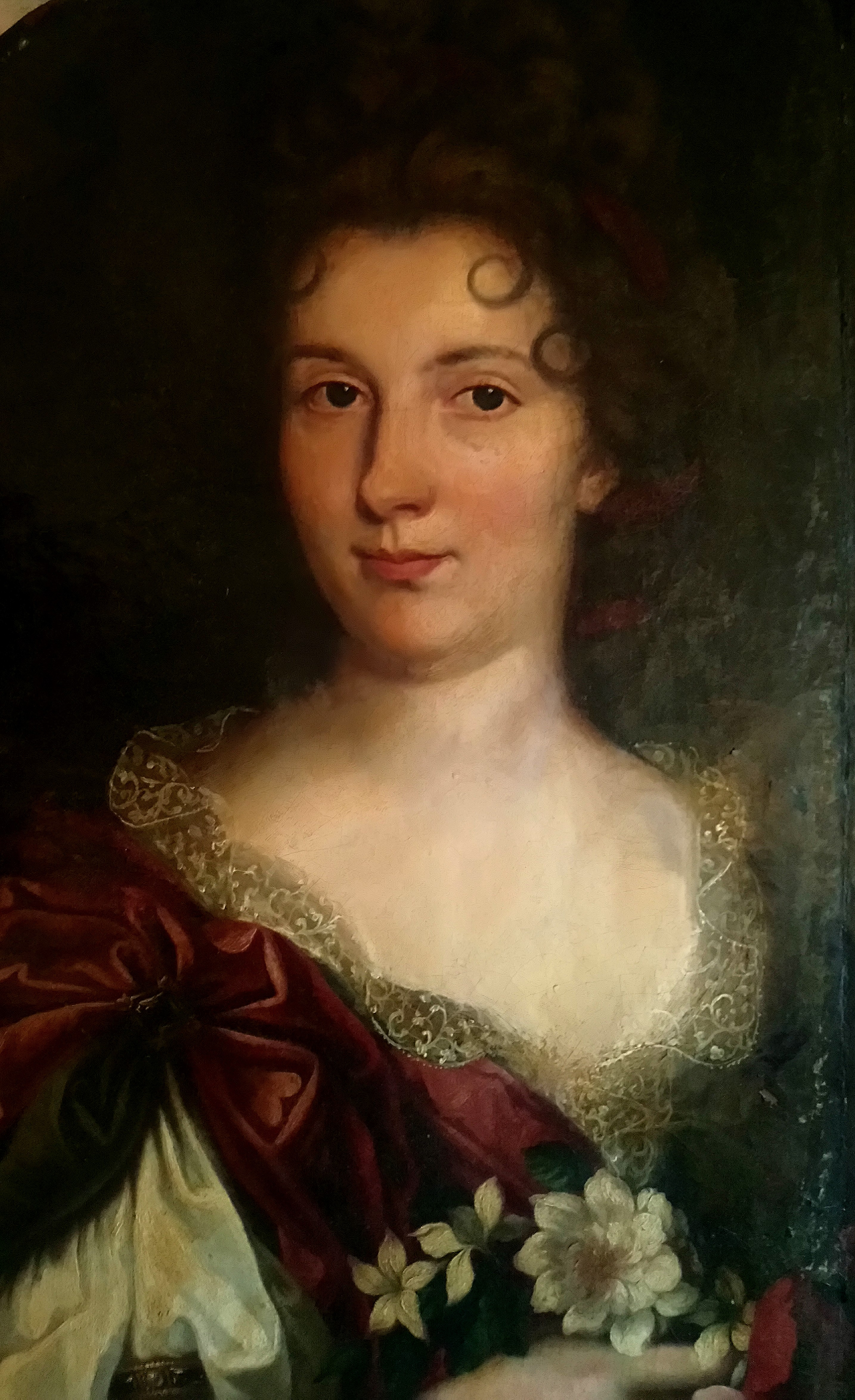
Marie–Marguerite Oudry, soția artistului

Jean-Baptiste Oudry s-a născut la Paris, fiul lui Jacques Oudry, pictor și negustor de artă⁠(d), și al soției sale, Nicole Papillon, rudă cu gravorul Jean-Baptiste-Michel Papillon.
Tatăl său a fost director al școlii de artă Académie de Saint-Luc⁠(d), la care s-a înscris și Oudry. La început, Oudry s-a concentrat pe portrete și a devenit elev și, posibil, colaborator al lui Nicolas de Largillière⁠(d) între 1707 și 1712. A absolvit la doar 22 de ani, pe 21 mai 1708, în același timp cu cei doi frați ai săi mai mari. În anul următor s-a căsătorit cu Marie–Marguerite Froissé⁠(d),  fiica unui miroitier (producător de oglinzi) căreia i-a dat lecții de pictură.
Oudry a devenit profesor asistent la Académie de Saint-Luc în 1714 și profesor la 1 iulie 1717. A fost primit ca membru al prestigioasei Académie royale de peinture et de sculpture⁠(d) în 1719 și a fost angajat ca profesor acolo în 1743. După ce a realizat în principal portrete, Oudry a început să producă picturi cu natură statică cu fructe sau animale, precum și picturi cu teme religioase, precum Nașterea Domnului, Sfântul Egidiu și Adorarea Magilor.
În anii 1720, lui Oudry i s-a făcut o comandă de către Noël-Antoine de Mérou, directorul Fabricii Regale de Tapiserii Beauvais, să creeze modelele pentru ceea ce a ajuns să fie una dintre cele mai emblematice serii de tapiserii ale perioadei. Seria s-a numit Amuzamente pastorale sau Les Amusements Champêtres.
Prin intermediul prietenului său, Jean-Baptiste Massé, portretist și miniaturist, Oudry a fost prezentat marchizului de Beringhen, stăpân ereditar al grajdurilor regale, pentru care a pictat o pereche de tablouri în 1727,  urmate de o suită de peisaje în manieră flamandă. Prin această legătură, i s-a comandat să realizeze tabloul care i-a adus reputația, Ludovic al XV-lea vânând o căprioară în Pădurea Saint-Germain (1730; acum la Toulouse). Ulterior, i s-au comandat numeroase lucrări pentru rege, care era pasionat de vânătoare, și Oudry a fost numit pictorul-obișnuit al vânătorii regale, calitate în care a realizat portrete ale vânatului mort, vânătoarea zilei. Oudry a primit un atelier în Tuileries și un apartament la Luvru.

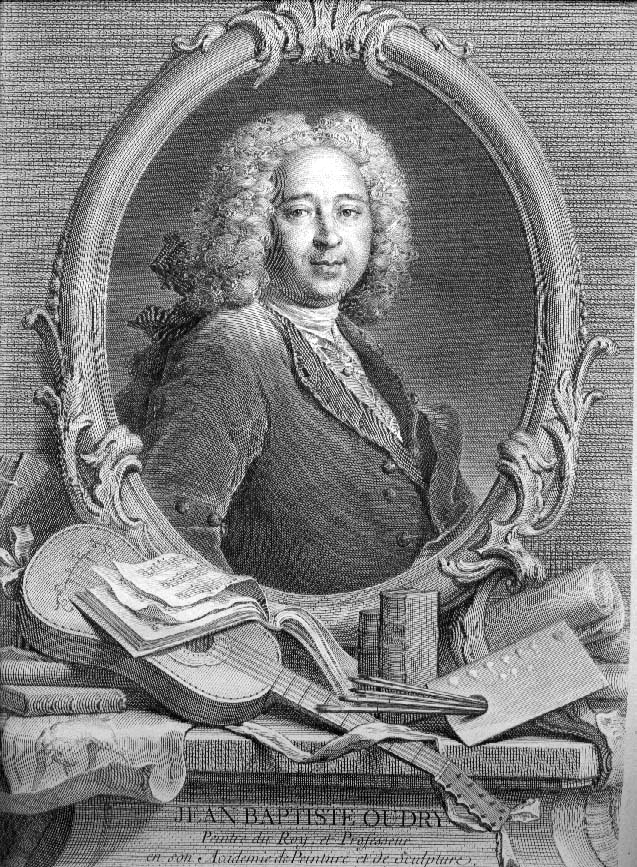
Jean-Baptiste Oudry, de soția sa Marie–Marguerite Froissé, gravură după un tablou de Nicolas de Largillière

M. Hultz, consilier al Académiei de Peinture, l-a însărcinat pe Oudry să creeze un bufet, natură statică, care combina farfurii și ulcioare de argint, fructe și vânat; lucrarea a fost expusă la Salonul din 1737. Oudry a cerut timid zece pistole⁠(d) pentru munca sa, dar Hultz a evaluat-o mult mai sus, insistând să plătească douăzeci și cinci. Lui Oudry i s-a comandat să producă un bufet pentru Ludovic al XV-lea (expus în Salonul din 1743), care a ajuns la castelul de Choisy, reședința preferată de vânătoare a regelui.
Hultz l-a recomandat pe Oudry lui Louis Fagon (1680–1744), un intendant des finance și colecționar de cărți, iar Oudry a decorat casele acestuia din Vanves și Fontenay-aux-Roses cu arabescuri, flori și păsări. Fagon a fost însărcinat să revigoreze soarta fabricii de tapiserii din Beauvais, care înflorise sub Colbert, și i-a dat această sarcină lui Oudry și asociatului său, Besnier, în 1734. Oudry a avut succes în îndeplinirea sarcinilor sale, devenind bogat în acest timp. Succesul său la Beauvais a condus la o nouă numire ca inspector la fabrica Gobelins în 1736, unde lucrările sale au fost copiate sub formă de desene pentru tapiserii. În cea mai mare parte a anilor 1730, s-a concentrat în principal pe crearea de modele pentru tapiserii, în special cele nouă serii Chasses Royales Gobelins (1733–46), țesute mai întâi pentru Château de Compiègne (și reunite la Compiègne), pentru care desenele au fost ulterior încadrate în boiseries într-un decor interior pentru Carol al X-lea la Fontainebleau, 1828.
Oudry a folosit camera obscura în încercarea de a accelera procesul de producere a peisajelor, dar a abandonat-o când a văzut că perspectiva și efectele luminii și umbrei nu erau corecte.
Deși Oudry a produs scene excelente de animale și de vânătoare, a pictat și portrete, scene istorice, peisaje, fructe și flori; a imitat basoreliefurile în nuanțe monotone en camaïeu, a folosit pasteluri și a creat gravuri. Adesea i se trimiteau exemple de păsări rare pentru a le desena.

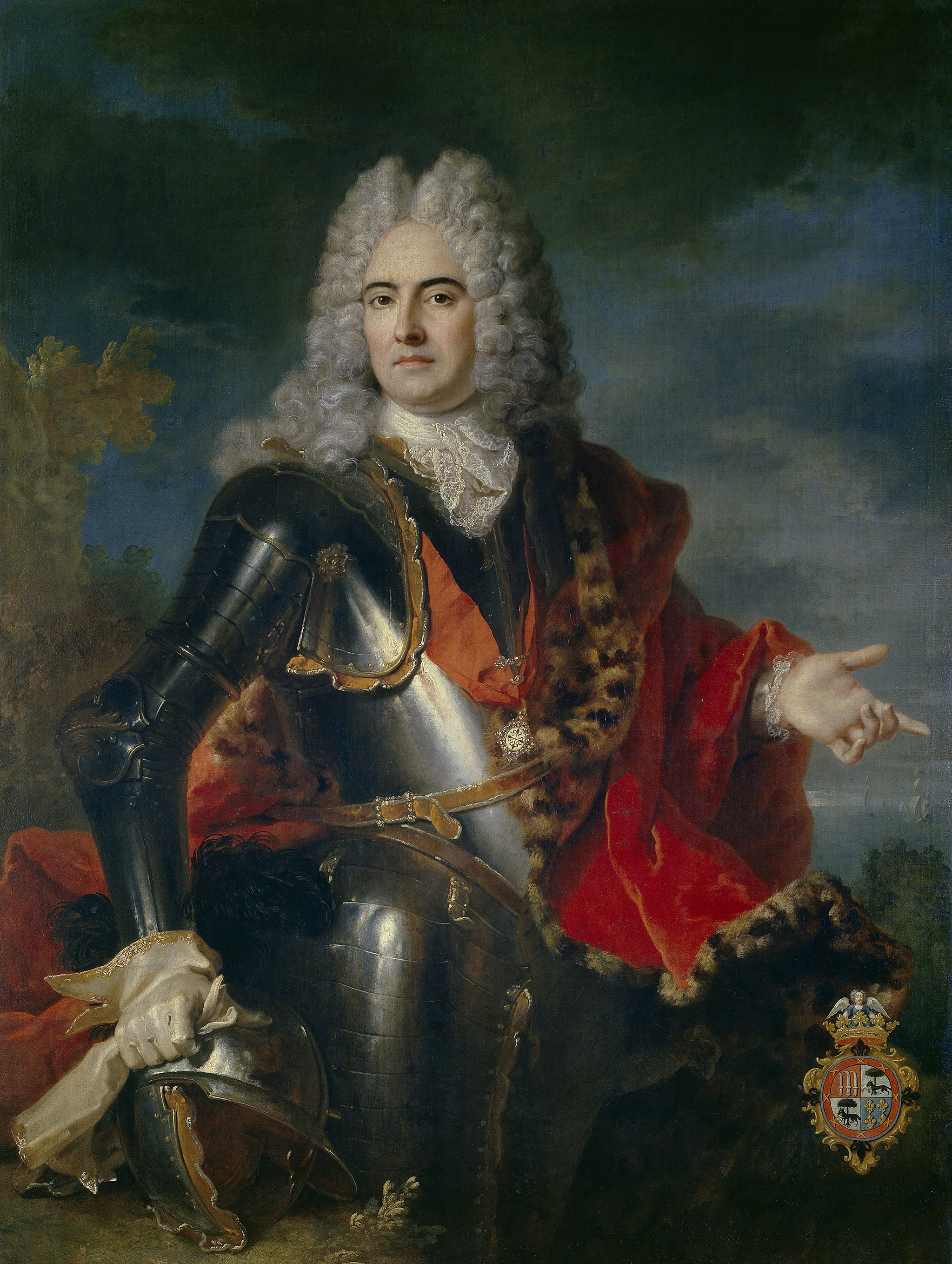
José de Rozas y Meléndez de la Cueva, primul conte de Castelblanco (cca. 1716), Muzeul Prado, Madrid.

Un mecena important a fost Christian Ludwig al II-lea, Ducele de Mecklenburg-Schwerin, care a comandat două perechi de picturi de la Oudry: TTrei căprioare urmărind doi cerbi luptându-se și A familie de cerbi; preucm și O vânătoare de mistreți și O vânătoare de lupi, ambele livrate în 1734. Ulterior a cumpărat o serie de tablouri mari cu animale din menajeria lui Ludovic al XV-lea de la Versailles. Motivul inițial al lui Oudry pentru a picta aceste lucrări este obscur. Când au fost expuse la Salonul de la Paris, au fost descrise ca fiind pictate pentru regele francez; cu toate acestea, comanda pare să fi venit prin chirurgul regelui, François Gigot de la Peyronie, care a realziat gravuri după ele, și într-o scrisoare către Christian din martie 1750, Oudry a scris că acestea au devenit disponibile pentru vânzare din cauza decesului lui de la Peyronie. Pe lângă portretele animalelor din menajeria regală, Christian a cumpărat și tabloul lui Oudry în mărime naturală, „Clara”, un rinocer indian care fusese expus în toată Europa, cu mare interes public. Lucrările se află încă la Schwerin.
A refuzat ofertele de a lucra pentru țarul Petru cel Mare și pentru regele Danemarcei, preferând să rămână în Franța, unde a menținut un atelier mare cu asistenți.
Oudry și-a pierdut unele dintre responsabilitățile când Fagon a fost înlocuit de de Trudaine⁠(d). A suferit două accidente vasculare cerebrale la scurt timp unul după altul. Cel de-al doilea l-a lăsat paralizat și a murit la scurt timp după aceea la Beauvais (în prezent în Oise). A fost înmormântat în Biserica Saint-Thomas din Beauvais. Epitaful său de pe piatră s-a pierdut când biserica a fost demolată în 1795, dara fost găsit ulterior și plasat în Biserica Saint-Étienne.
Două expoziții curatoriate de Hal N. Opperman, mai întâi la Grand Palais, Paris, octombrie 1982 – ianuarie 1983, și apoi într-o expoziție itinerantă în Statele Unite, 1983, au încurajat o reevaluare a acestui portretist și pictor de gen pur francez.

## Galerie

### Picturi în ulei

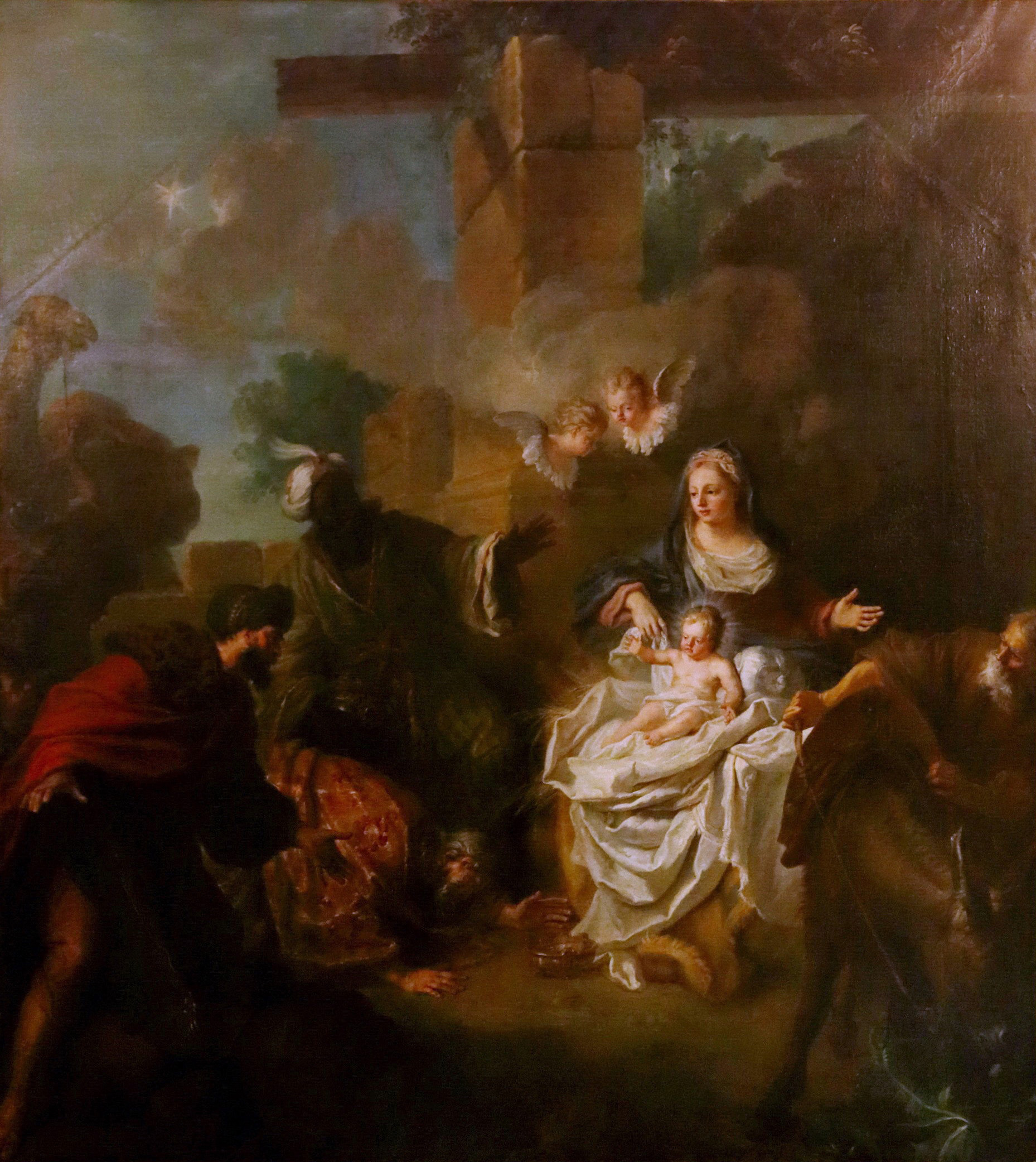
Adorarea magilor (1717), 290 x 260 cm., Église Saint-Georges
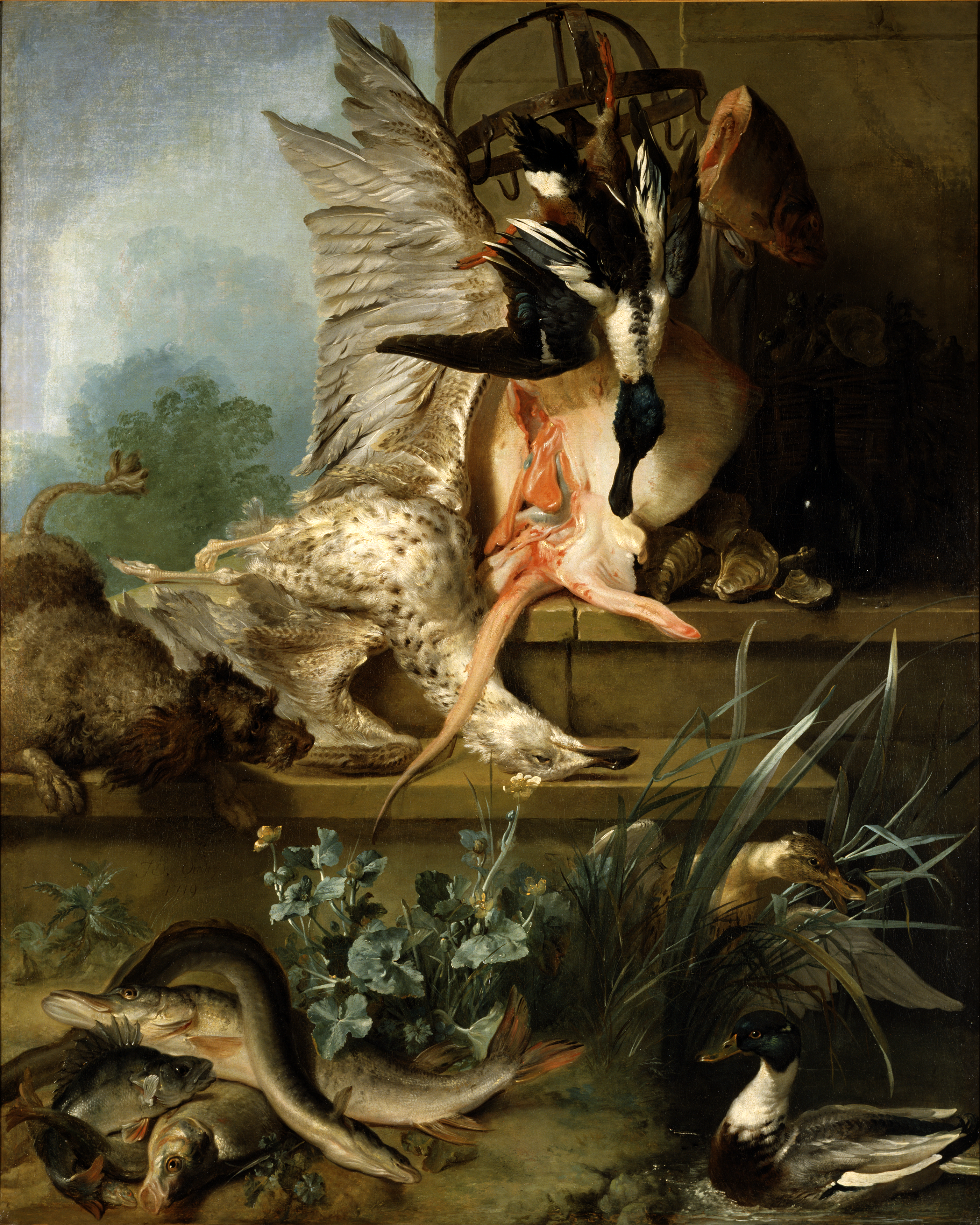
Natură statică cu un spaniel care urmărește rațe "Apă"(1719), 141 x 114 cm., Nationalmuseum
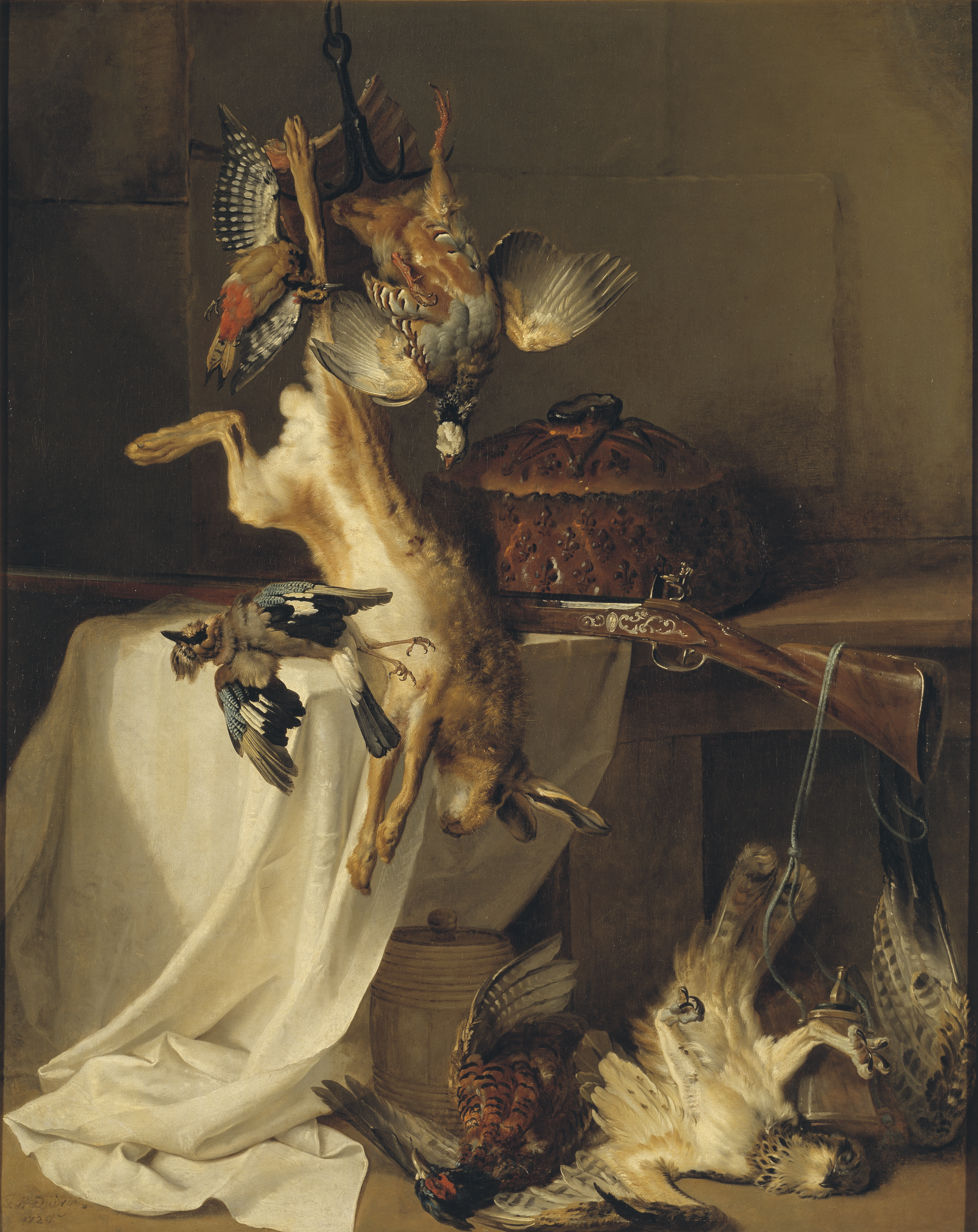
Natură statică cu un cu pușcă, iepure și pasăre "Foc" (1720), 144 x 116 cm., Nationalmuseum
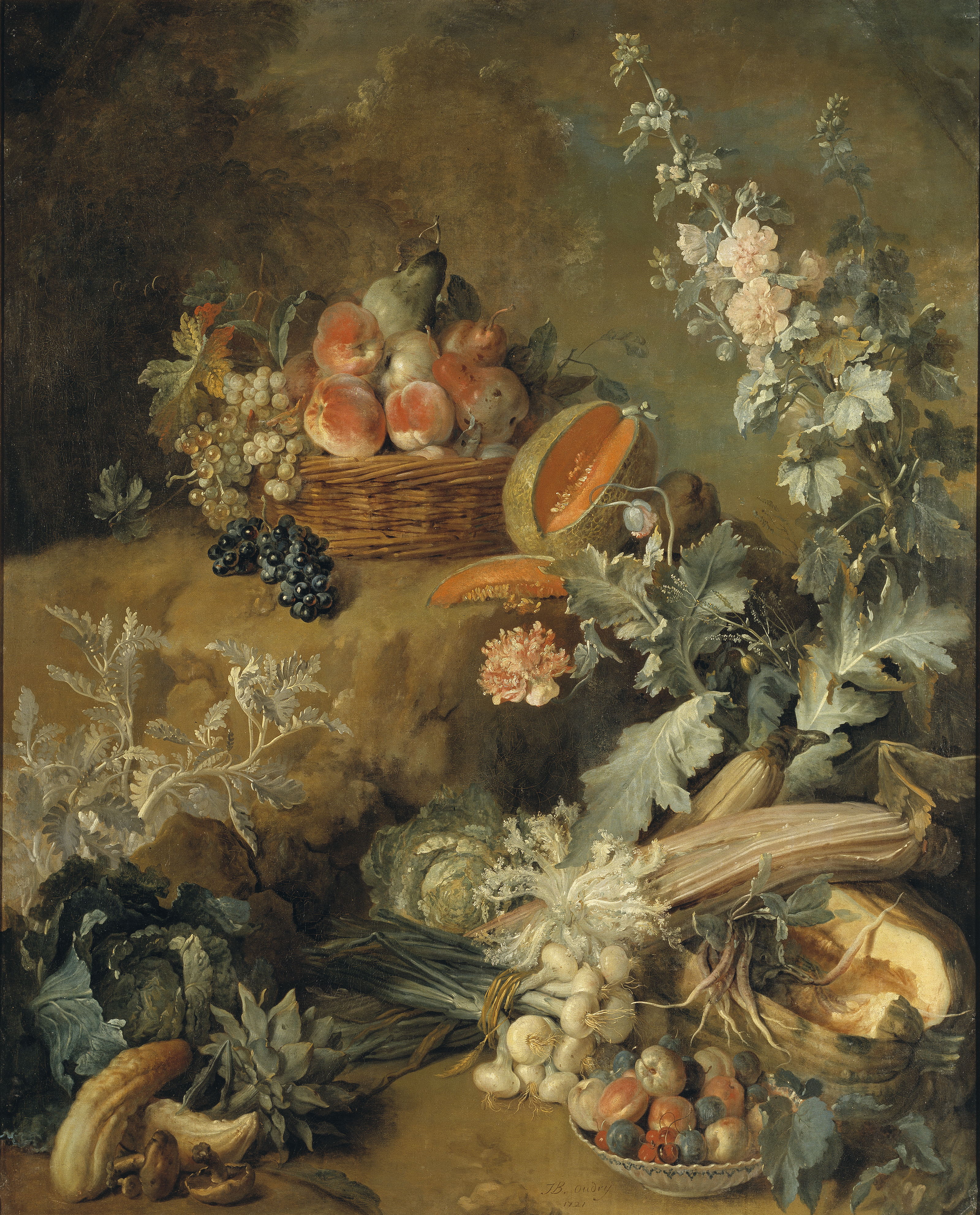
Natură statică cu un cu fructe și legume "Pământ" (1721), 145 x 113 cm., Nationalmuseum
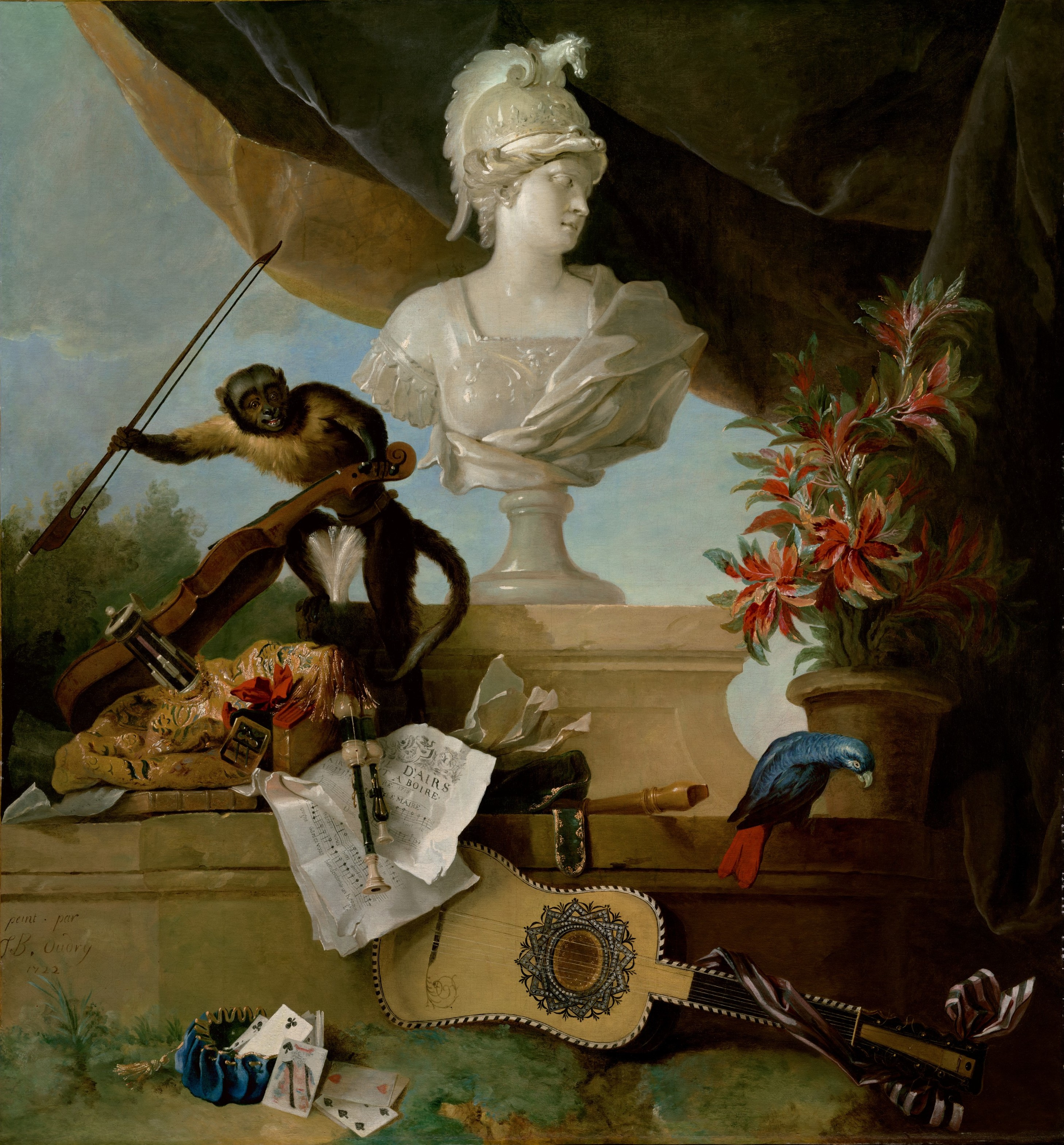
Alegoria Europei (1722), 161.9 × 151.8 cm., Museum of Fine Arts, Houston
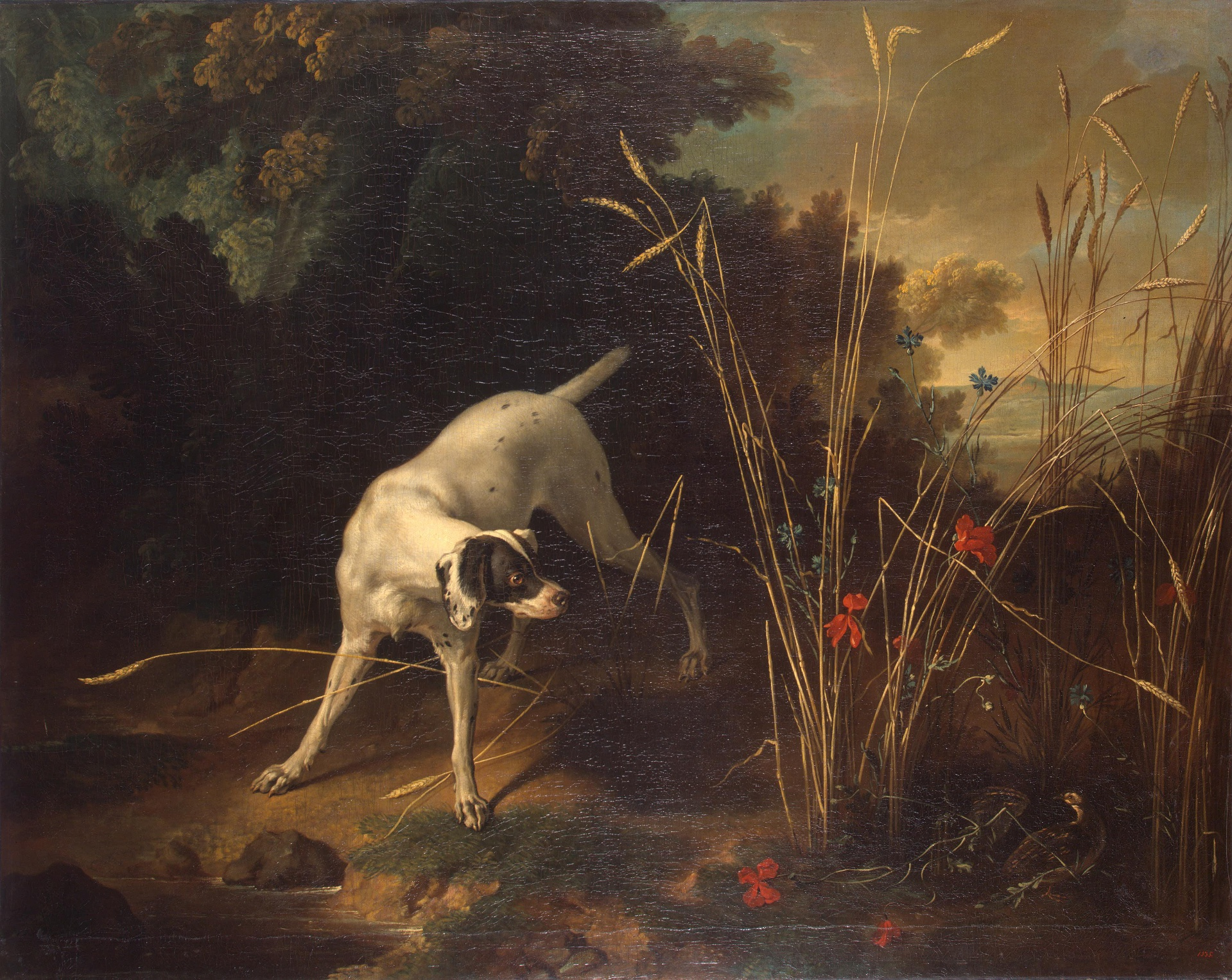
Câine arătând spre o potârniche (1725), 129 x 162 cm. Muzeul Ermitaj
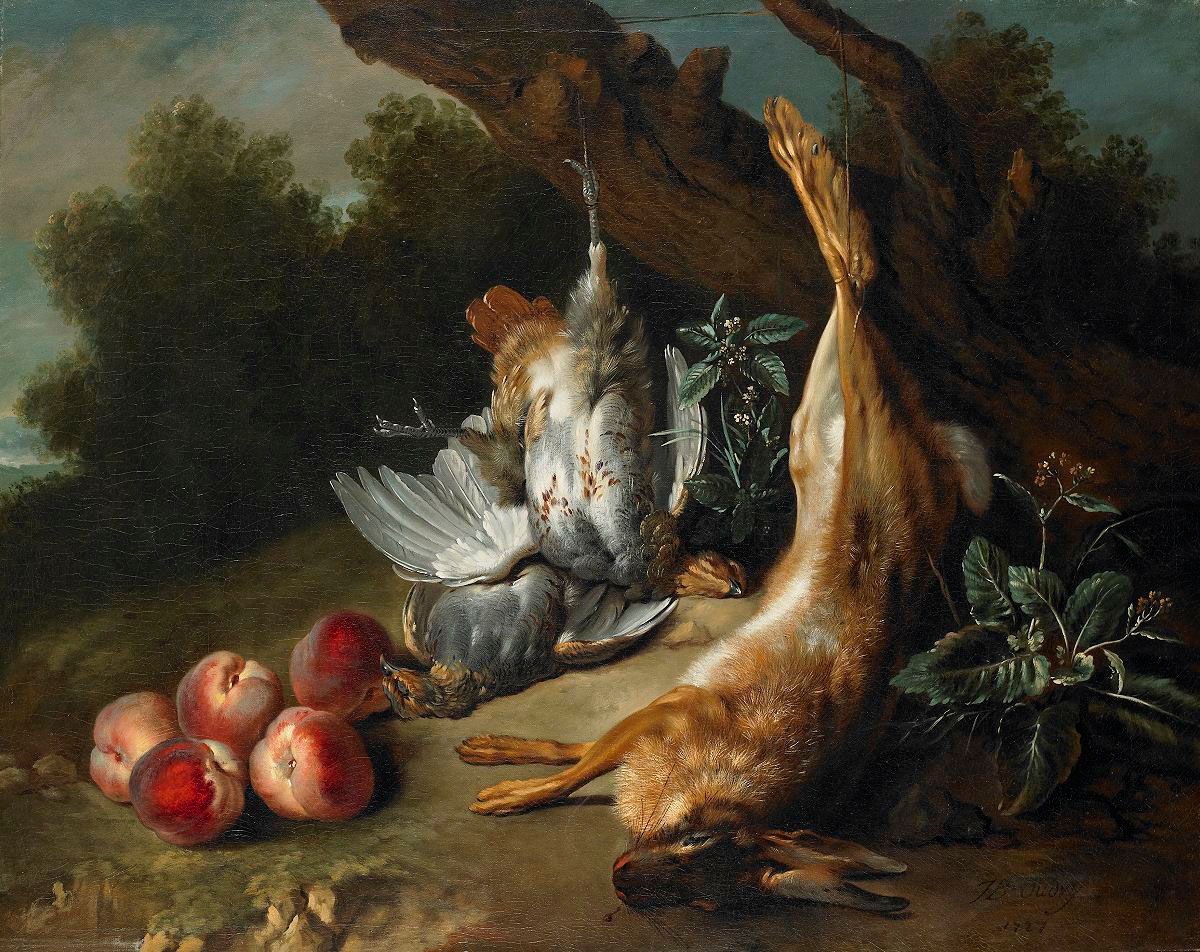
Natură statică cu vânat mort și piersici într-un peisaj, (1727), 80 x 100.3 cm., Muzeul de Artă din Birmingham
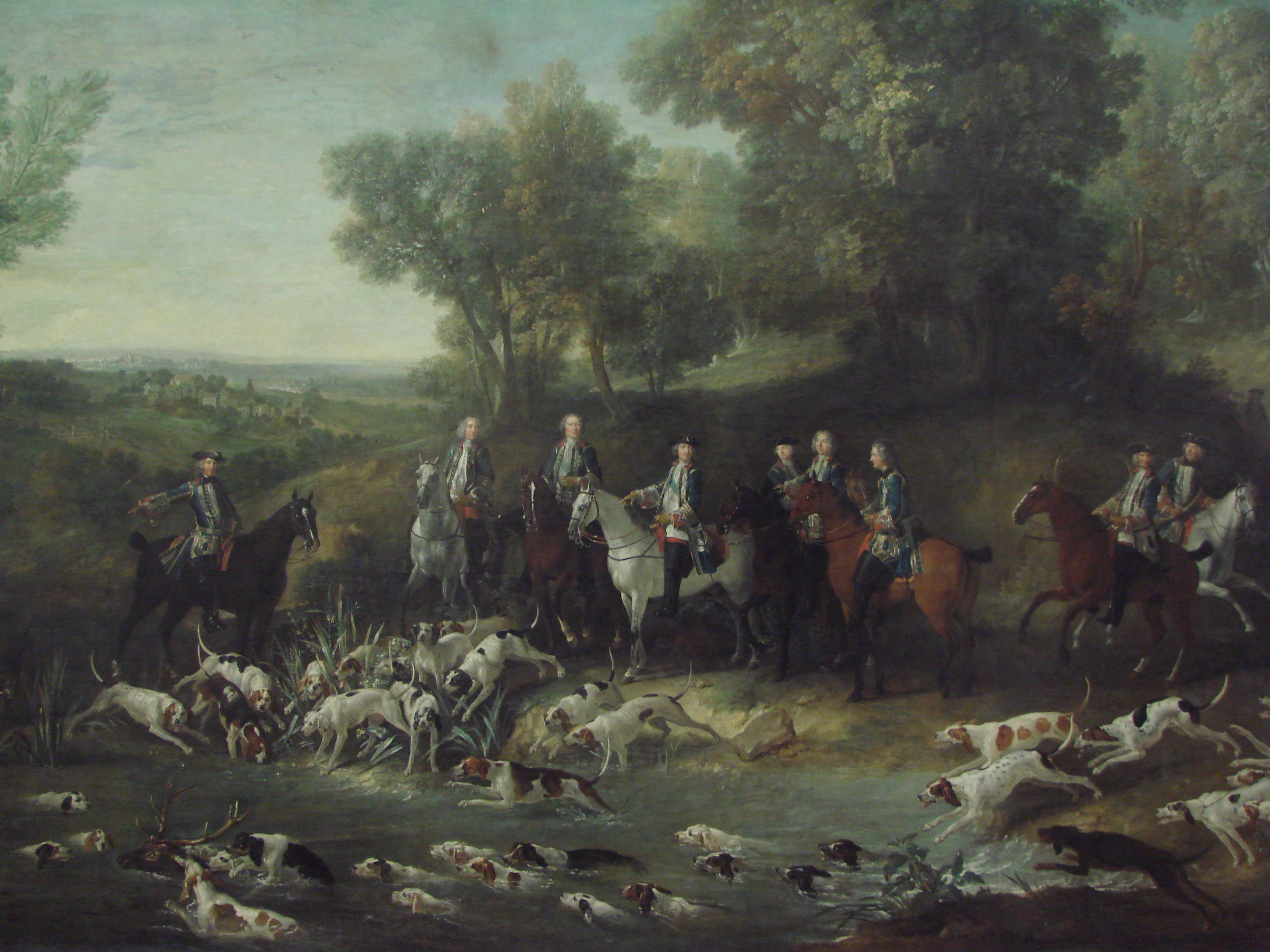
Ludovic al XV-lea vânând un cerb în pădurea Saint-Germain, (1730), Musée des Augustins, Toulouse
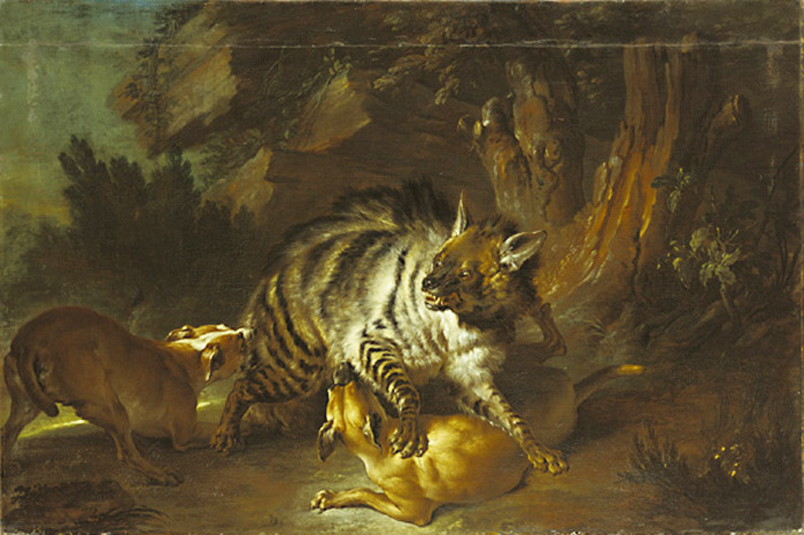
Hienă luptându-se cu doi câini (1739), 130 x 190 cm., Palatul Ludwigslust
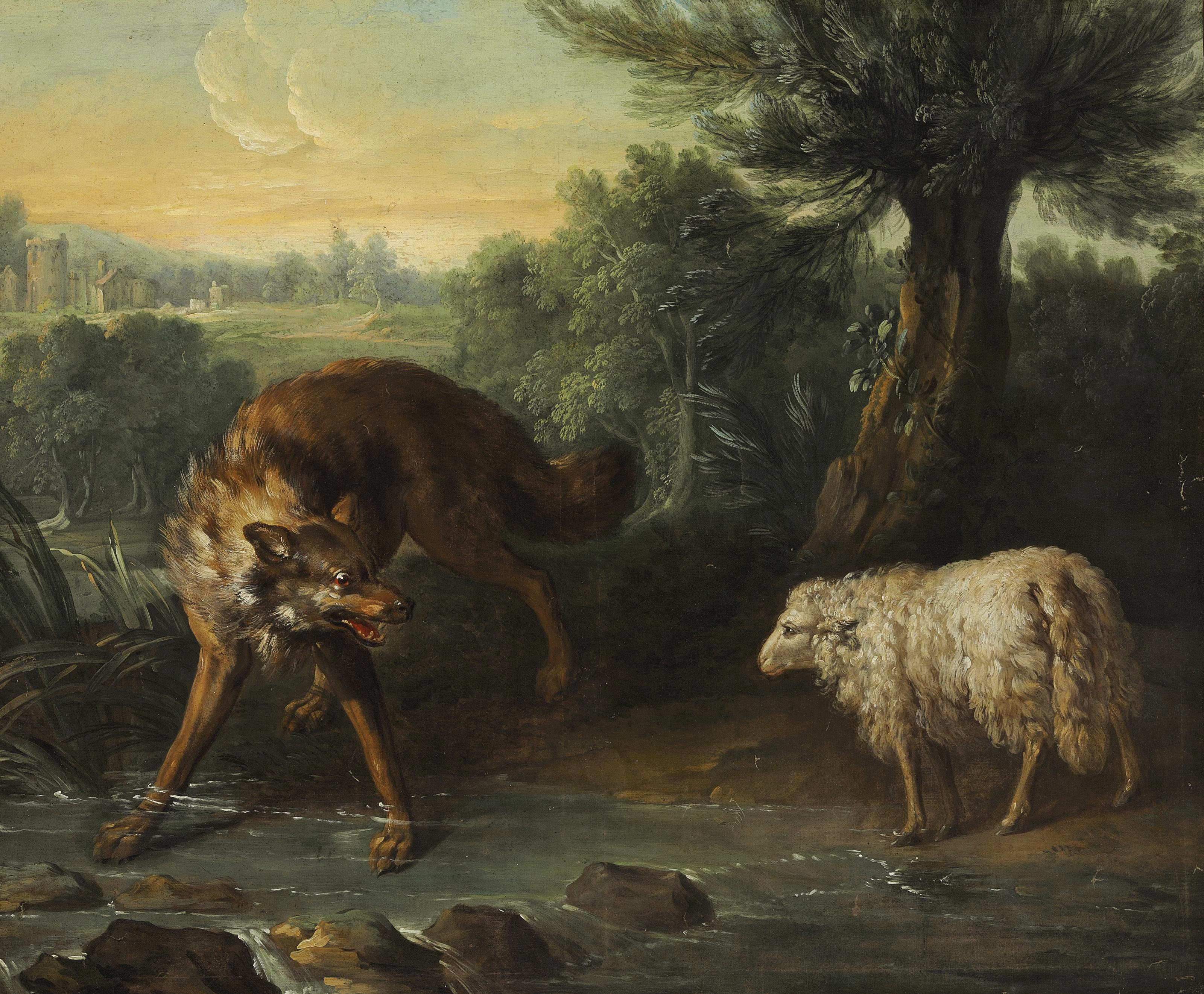
Lupul și mielul  din Fabluele lui La Fontaine (nedatat), 104.1 x 125.7 cm., colecție privată
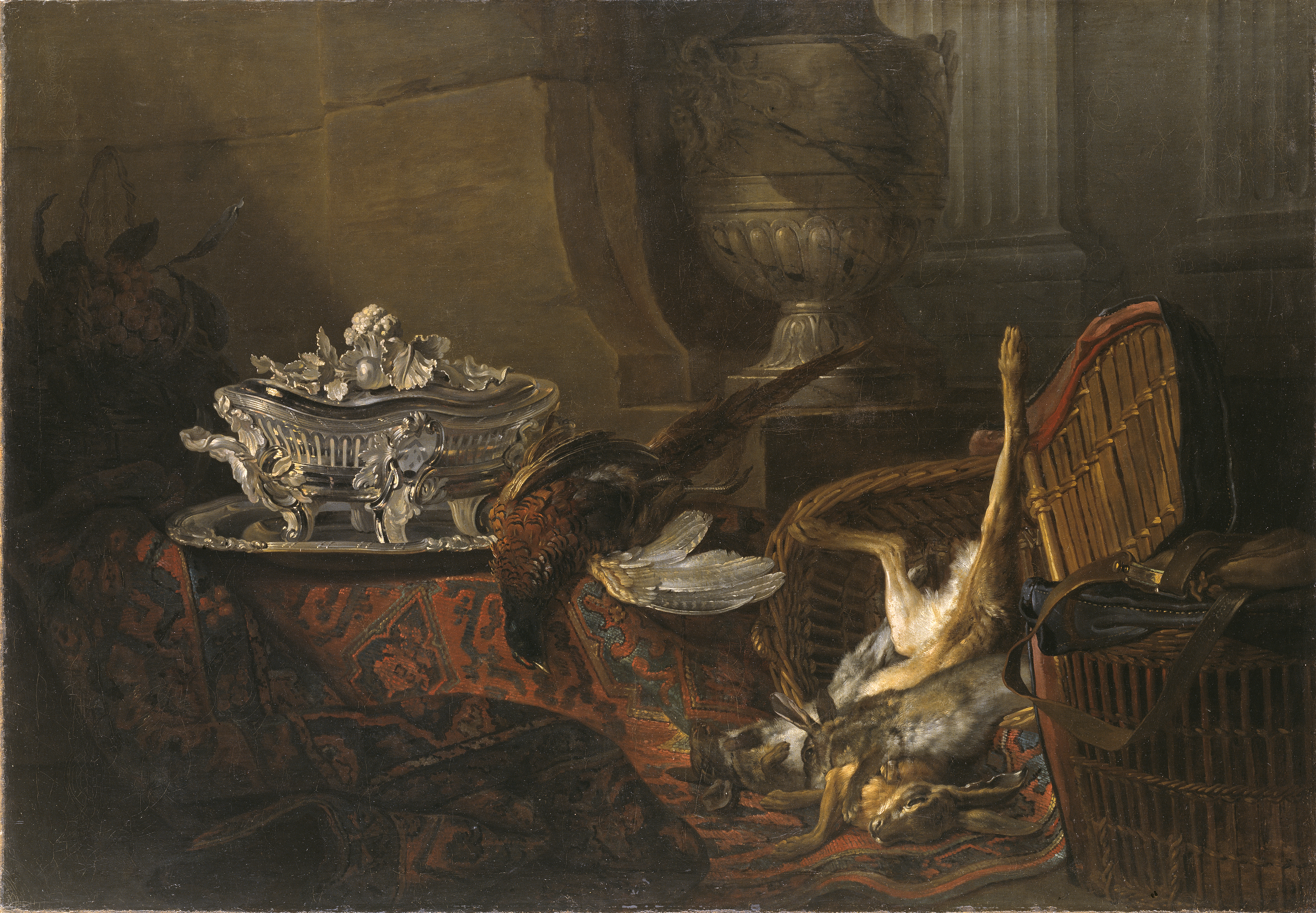
Natura statică cu vânat mort și o supieră de argint pe un covor turcesc (1738), 120 x 171 cm., Nationalmuseum
Câine dachshund cu vânat și o pușcă (1740), 135 x 109 cm., Nationalmuseum
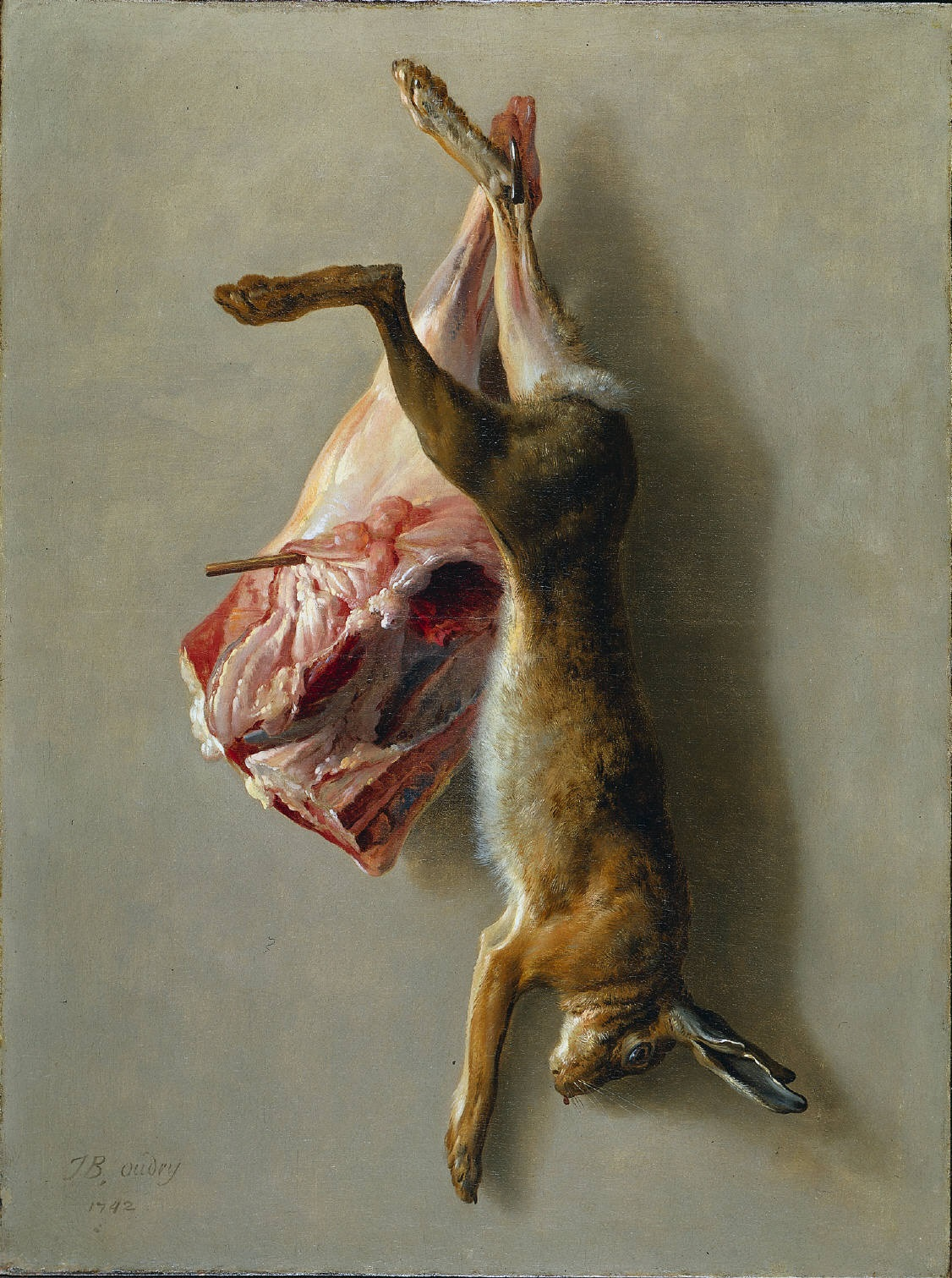
Un iepure și un picior de miel (1742), 98.2 x 73.5 cm., Muzeul de Artă din Cleveland
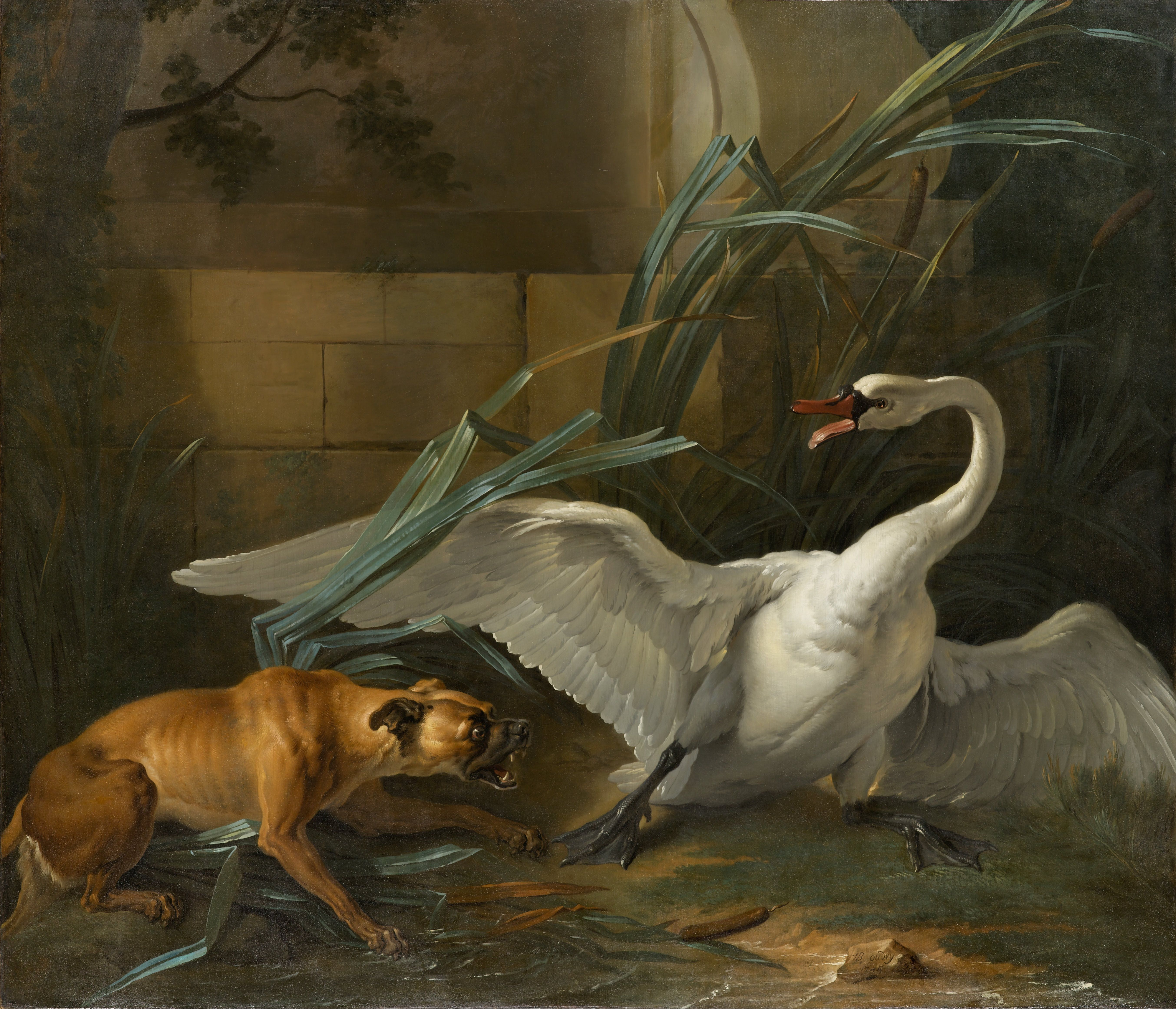
Lebădă atacată de un câine, (1745), 177.8 x 208.3 cm., Muzeul de Artă din Carolina de Nord
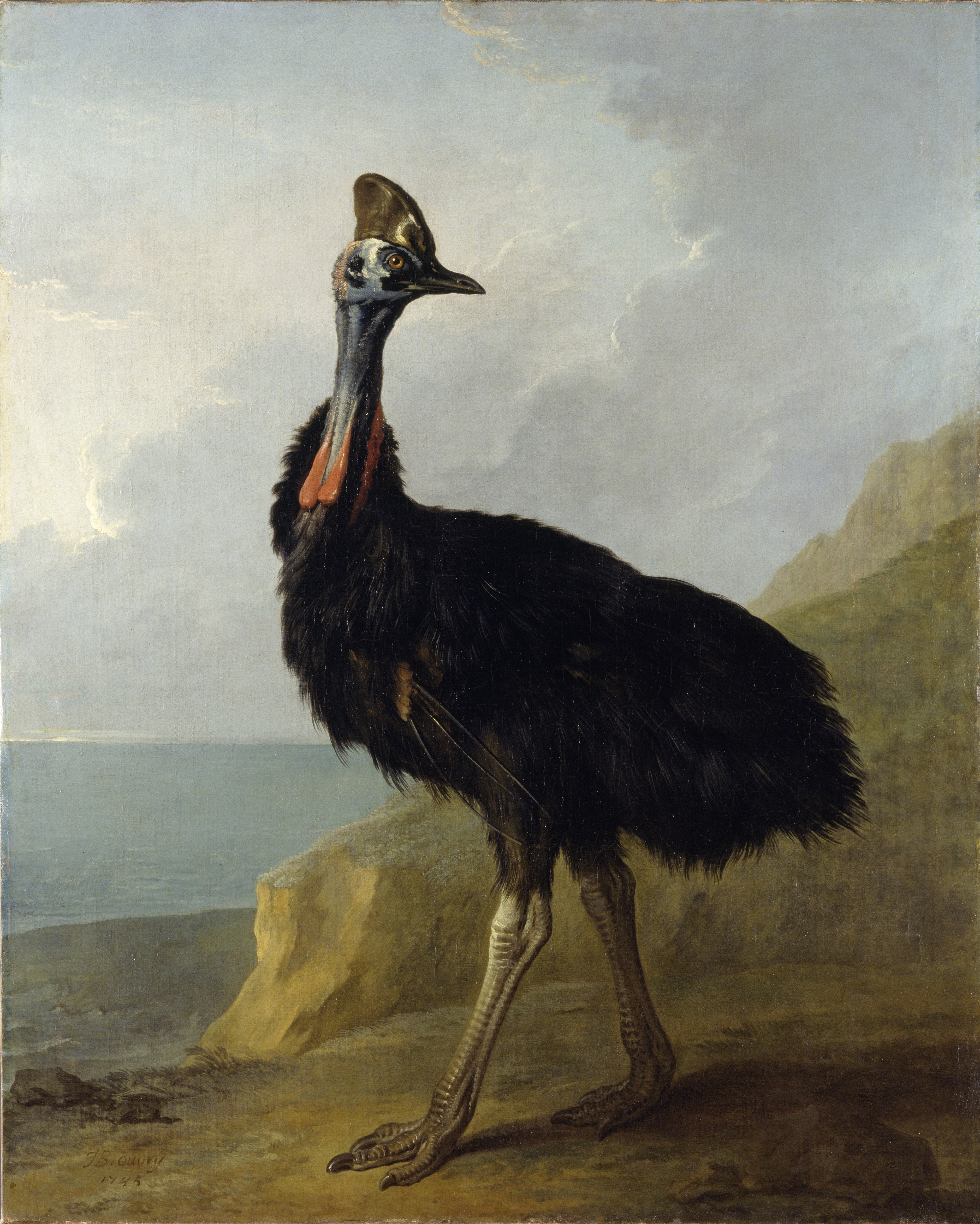
Cazuar (1745), 161.9 x 127.4 cm., Staatliches Museum Schwerin
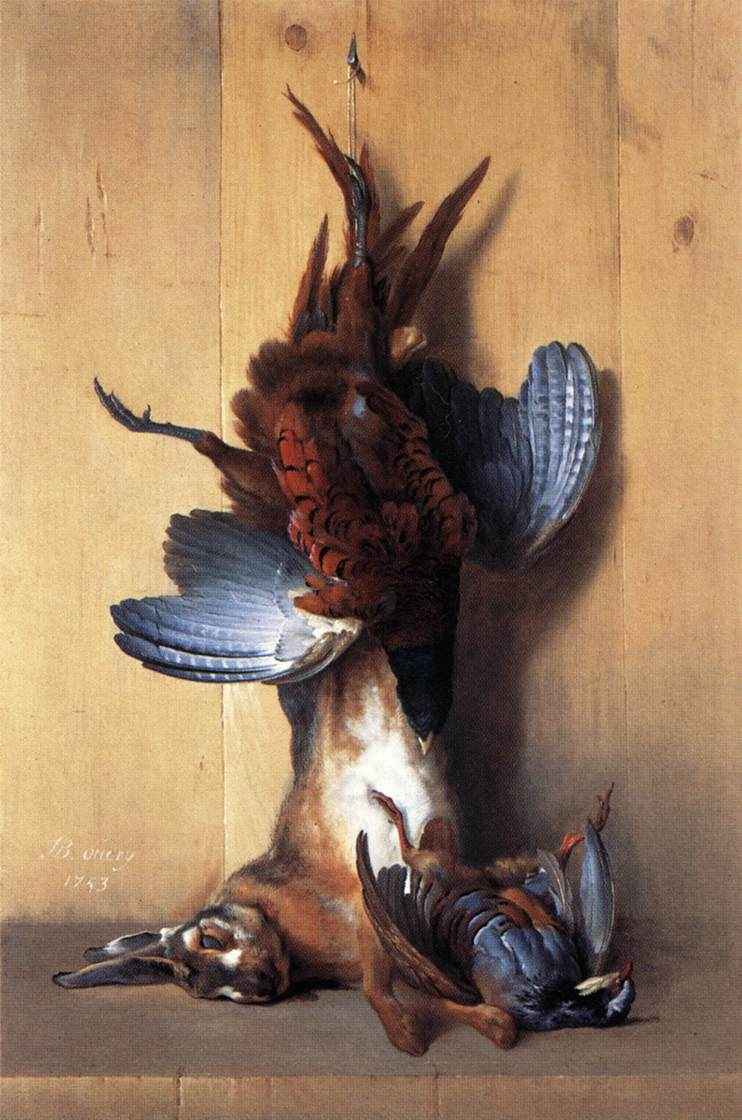
Natură statică cu fazan (1753), 97 x 64 cm., Luvru
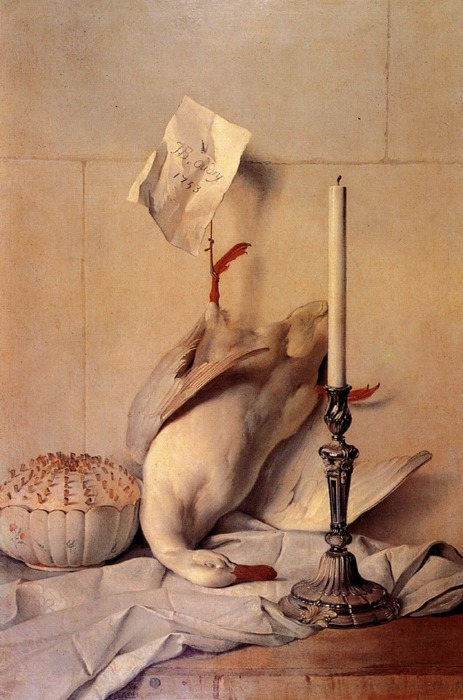
Rața albă (1753), 95.3 x 63.5 cm., Houghton Hall [furată în 1990]
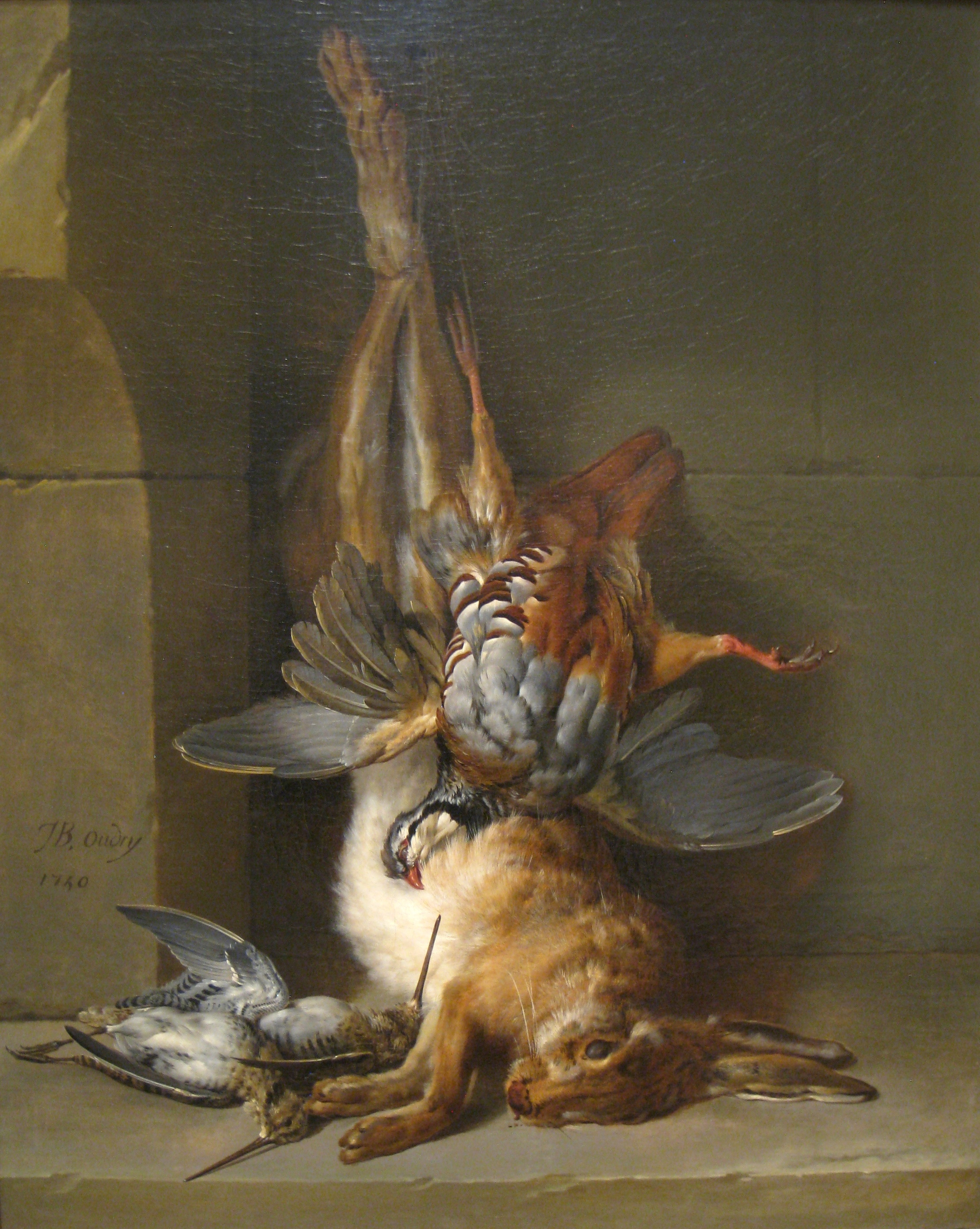
Natură moartă cu potârniche, iebpure și becață (ca. 1755), 82.2 x 66 cm., Muzeul de Artă din Worcester

### Modele textile

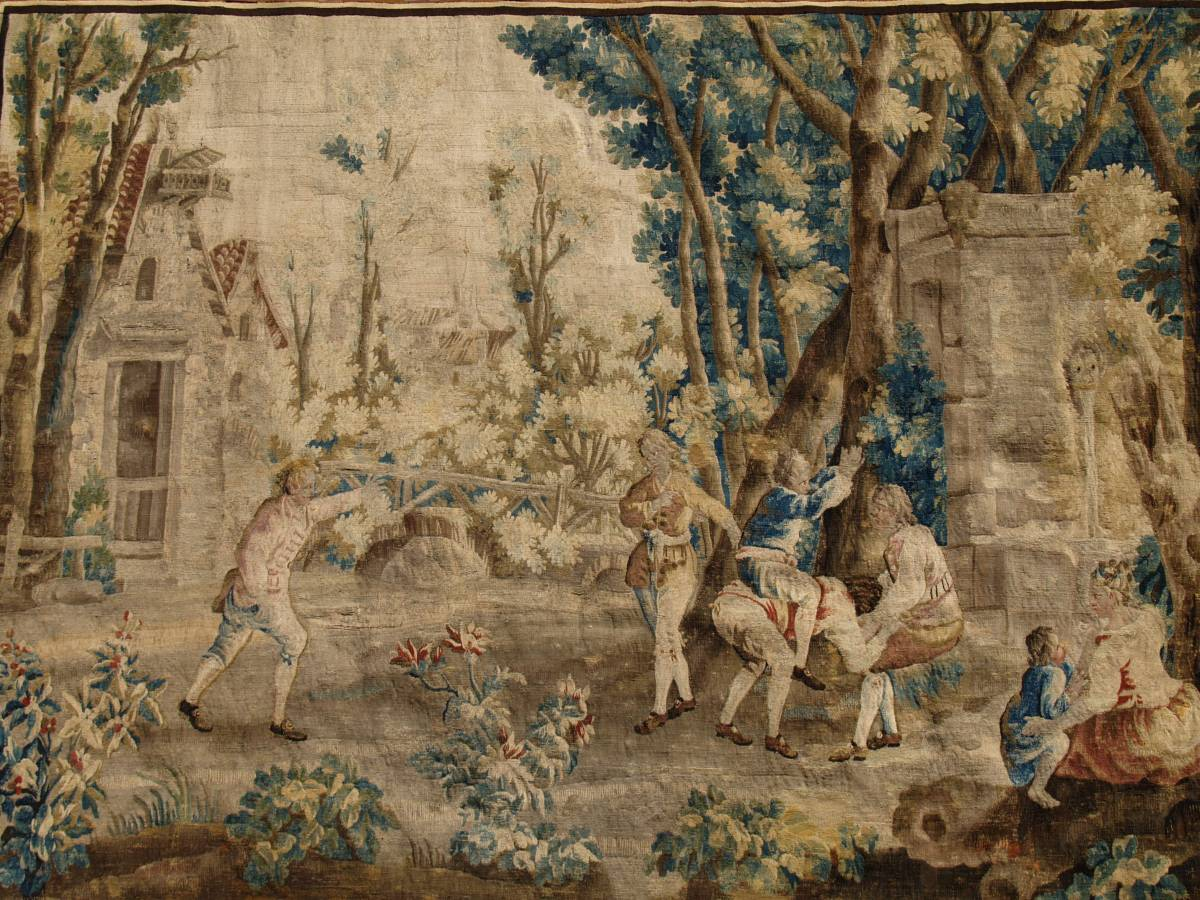
Les Amusements Champêtres: tapiserie Le cheval fondu, din Colecția Barlatier de Mas
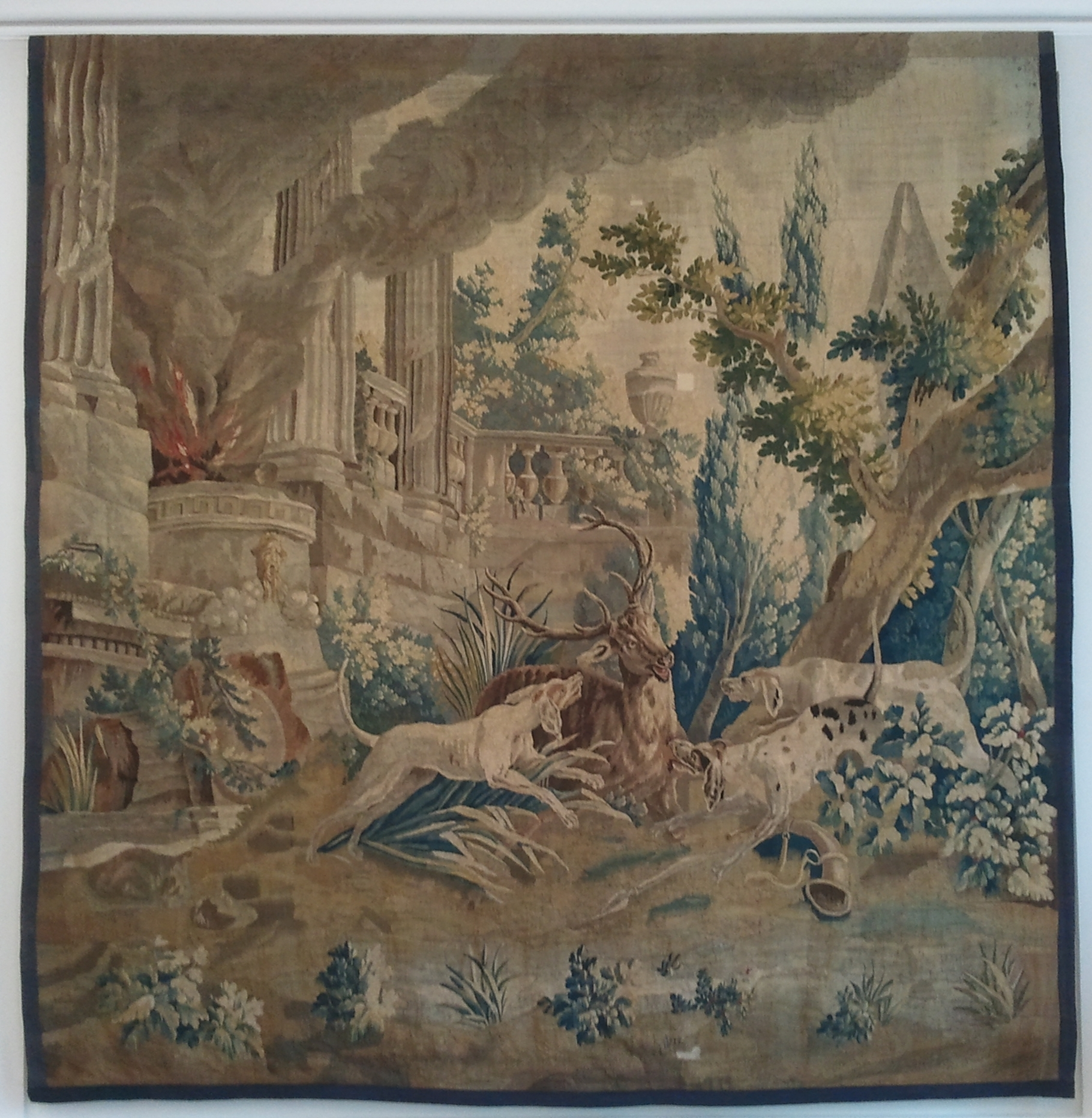
Goblen „Aktaion” în „Altes Rathaus” (Primăria Veche) din Bonn, Germania (1750)
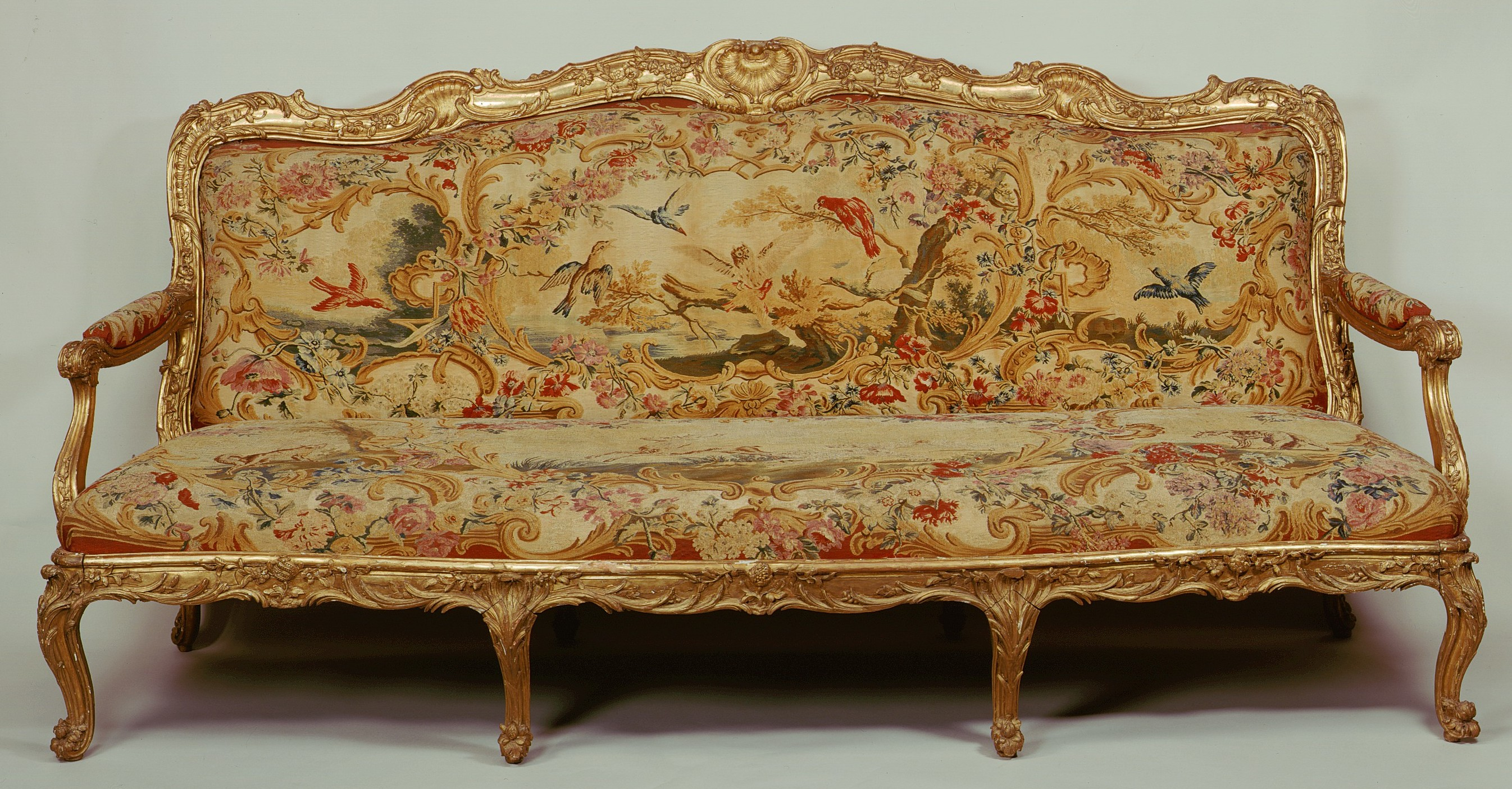
Canapea (ca 1754 –56), fag sculptat și aurit; tapiserie din lână și mătase, 111,8 x 235 x 81,3 cm.,Metropolitan Museum of Art
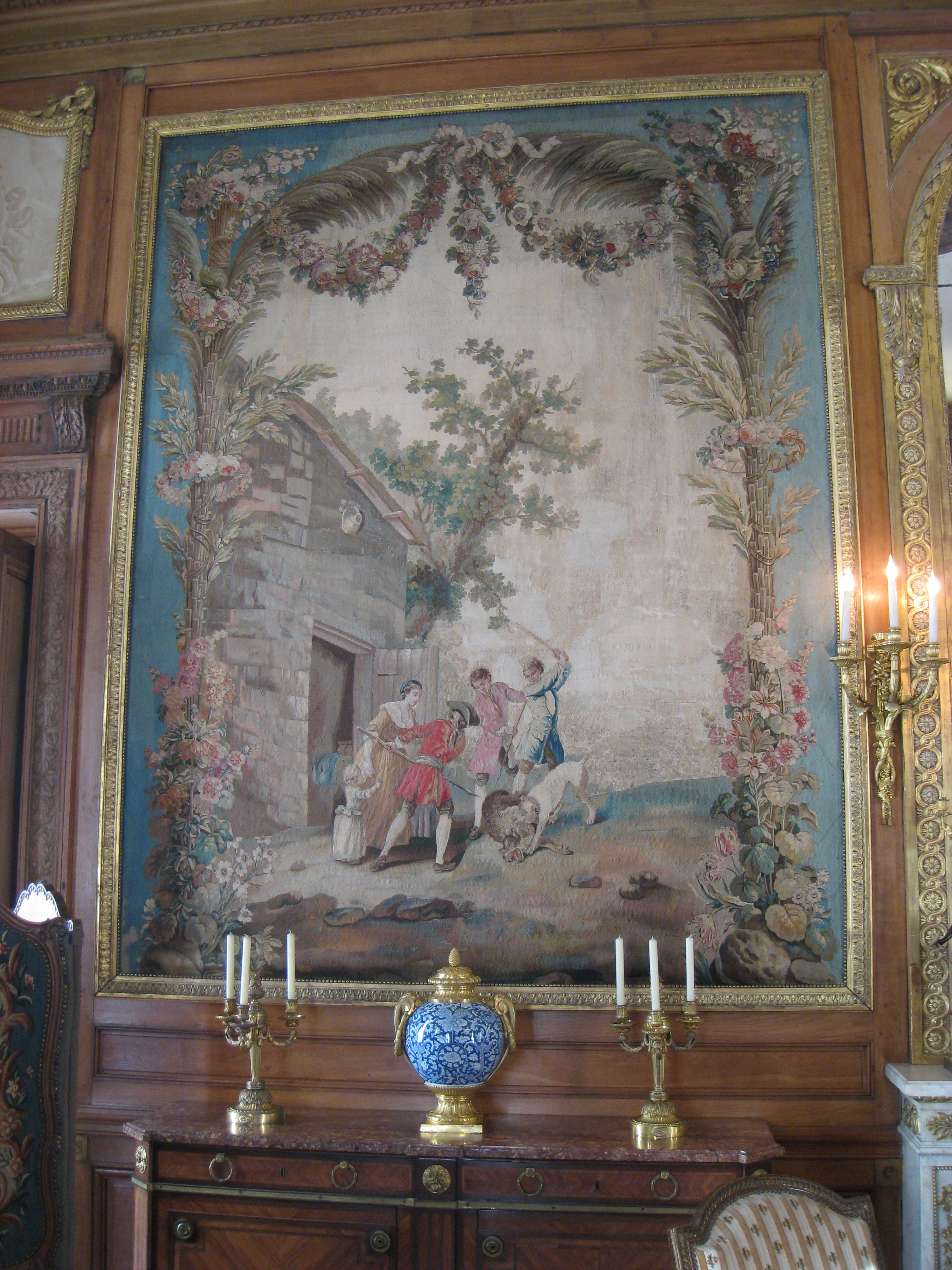
Leul îndrăgostit,tapiserie Aubusson (cca. 1775–1780), după JB. Oudry,Muzeul Nissim de Camondo, Paris.